# Steve Francis
Steve D’Shawn Francis (* 21. Februar 1977 in Silver Spring, Maryland) ist ein ehemaliger US-amerikanischer Basketballspieler. Bei einer Größe von 1,93 Metern kam er meist als Point Guard zum Einsatz. Francis wurde von den Houston Rockets an zweiter Stelle des 1999 NBA-Drafts ausgewählt und wurde am Ende seiner Debütsaison zum NBA Rookie of the Year gewählt. In seiner Zeit bei den Rockets wurde Francis 3-mal zum NBA All-Star gewählt.

## Karriere

### Collegezeit in den USA
Nach dem Besuch der Junior Colleges in Texas und Maryland, wechselte Steve Francis im Jahr 1998 auf die University of Maryland. In der NCAA-Saison 1998/99 brach er mit seiner damaligen Mannschaft einige interne Colleg-Rekorde, darunter auch den mit den meisten Siegen. Das Team gewann 13 der 16 Spiele in der ACC-Division und verlor nur gegen favorisierte Teams wie gegen die Duke University oder die Wake Forest University. Maryland schied im Halbfinale der ACC-Tournament gegen die University of North Carolina aus. Steve Francis war einer der Leistungsträger in seinem Team.
Nach der Saison schaffte er es auch ins All ACC First Team und ins All ACC Tournament Team. Francis schloss die Saison mit durchschnittlich 17 Punkten, 4,5 Assists und 2,8 Steals pro Spiel ab. Zwar sagte er, dass er „zu 99 %“ nach Maryland zurückkehren würde, jedoch entschied er sich, früher als geplant, für eine Karriere in der NBA.

### NBA Draft 1999
Beim NBA Draft 1999 wurde Steve Francis als zweiter Pick in der ersten Draftrunde von den Vancouver Grizzlies gewählt. Nachdem er von den Grizzlies gezogen wurde, äußerte sich Francis, dass er nicht für Vancouver spielen möchte. Noch im selben Sommer wurde Steve Francis in einem Trade, der drei Teams und elf Spielern involvierte, an die Houston Rockets abgegeben.

### Houston Rockets
Seine erste Saison als NBA-Profi war ein voller Erfolg. Er erzielte im Durchschnitt pro Spiel 18 Punkte, holte 5,3 Rebounds und gab 6,6 Assists. Francis war noch im selben Jahr Teilnehmer des legendären Slam Dunk Contest 2000, der bis heute als einer der besten Wettbewerbe dieser Art der neueren NBA-Geschichte gilt. Dort verlor er im Finale knapp gegen Vince Carter. Er gewann in diesem Jahr, genauso wie Elton Brand, den Rookie-of-the-Year-Award. Damit führten beide Spieler das NBA All-Rookie First Team dieses Jahres an. Mit den Rockets schaffte es Francis allerdings nicht in die NBA-Play-offs.
Auch in der Saison 2000/01 spielte Steve Francis stark auf, jedoch reichte es nicht zu einem Platz im NBA All-Star Game. Sein Team verpasste einmal mehr die Endrunde.
In der Saison 2001/02 standen die Vorzeichen gut, dass die Houston Rockets ein erfolgreiches Jahr haben werden. An erster Stelle des NBA-Draft 2002 zogen die Rockets das Center-Talent Yao Ming. Zusammen mit Cuttino Mobley bildete er in dieser Saison eines der besten Angriffsduos der Liga. Während der Saison verletzte sich Steve Francis jedoch und musste 20 Spiele verletzungsbedingt aussetzen. Zwar schafft es Steve Francis ins Allstargame der NBA, jedoch erreichen die Rockets wieder nicht die Playoffs.
Die Saison 2002/03 verlief für Francis persönlich eigentlich sehr gut. Er stand 81 Spiele auf dem Court und erreichte gute Werte für die Statistiken: Er erzielte pro Spiel im Durchschnitt 21 Punkte, holte 6 Rebounds und gab ebenso viele Assists. Auch in diesem Jahr wurde Francis von den Zuschauern ins Allstargame gewählt. Die Houston Rockets dagegen erreichten wieder nicht die Playoffs.
In der Saison 2003/04 verkündete das Präsidium der Rockets, dass Jeff Van Gundy neuer Coach der Houston Rockets wird. Zwischen Van Gundy und Francis gab es nach wenigen Monaten schon Ärger, als Francis den Trainingsstil von Jeff Van Gundy angriff. Obwohl die Statistiken von Francis schwächer wurden, spielte er auch 2004 im Allstargame der NBA. Im Januar 2004, verpasste er den Teamflieger nach Phoenix, da er lieber das Finale des NFL-Super Bowl in Houston schauen wollte. Trotz alledem erreicht er erstmals mit seinem Team die NBA-Play-offs. Dort traf man auf die starken Los Angeles Lakers. Die Houston Rockets unterlagen Kobe Bryant und dessen Mannschaft mit 4:1.
Nach der Saison erklärte Coach Van Gundy, dass sein Offensivsystem auf Center Yao Ming ausgerichtet werden soll. Er verlangte deshalb einen Trade von Steve Francis. Der kam dann auch mit den Orlando Magic zustande. Steve Francis, Cuttino Mobley und Kelvin Cato verließen die Rockets, dafür kamen Tracy McGrady, Juwan Howard, Tyronn Lue und Reece Gaines nach Houston.

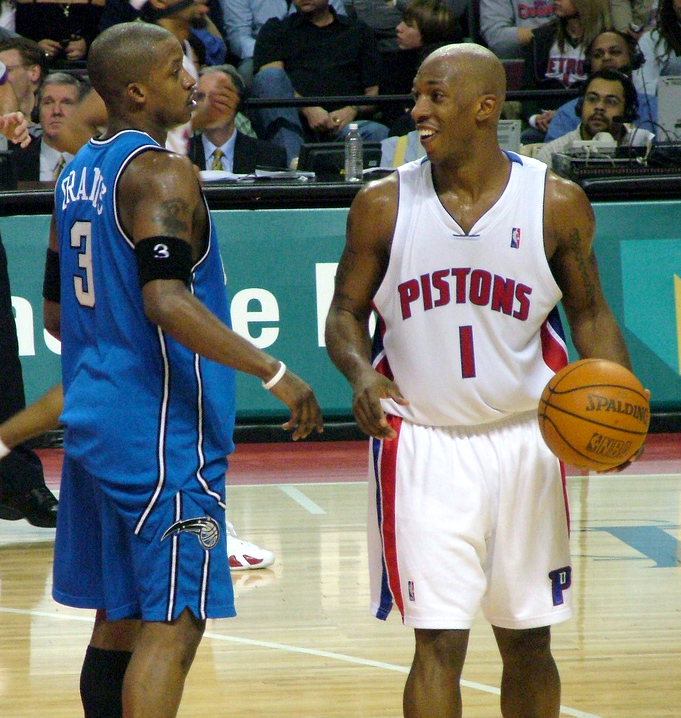
Francis (links) als Spieler der Orlando Magic, neben Chauncey Billups

### Orlando Magic
Steve Francis konnte sich lange Zeit nicht mit dem Engagement in Florida anfreunden, jedoch akzeptierte er nach einiger Zeit, für Orlando zu spielen. Nach seinem schwächsten Karrierejahr in Houston setzte man in Orlando wieder auf den Point Guard. Seine Statistiken in der Saison 2004/05 gingen von 16 Punkte pro Spiel auf 21 hoch. Während der Saison kam dann der nächste Rückschlag für Francis: Sein bester Freund, Cuttino Mobley, wechselte von den Orlando Magic zu den Sacramento Kings.
In der Saison 2005/06 sah die Liga einen unkonstanten Steve Francis. Wenn seine Mitspieler Jameer Nelson und Grant Hill groß aufspielten, war von Francis sehr wenig zu sehen. Als sich Hill während der Saison verletzte, spielte er wieder auf All-Star-Niveau. Doch sobald beide wieder zusammenspielten, zeigte Francis schwache Leistungen.
Im Januar 2006 suspendierten ihn die Orlando Magic, da Francis sich nach einer Auswechslung weigerte, wieder aufs Feld zu gehen.

### New York Knicks
Ende Februar 2006, traden ihn die Orlando Magic für Penny Hardaway und Trevor Ariza zu den New York Knicks. Ursprünglich wollten die Denver Nuggets, Francis in ihr Team holen, jedoch kam dieser Trade nie zustande.
Der Trade der Knicks wurde in der Amerikanischen Presse ziemlich belächelt. Mit Steve Francis holte New York einen Point Guard der genauso agiert wie Stephon Marbury. Zudem sind beide Spieler als ziemlich eigensinnig bekannt. Es roch nach Ärger im Umfeld der New York Knicks, jedoch ging Francis als Spieler der Knicks in die Saison 2006/07.
In dieser Spielzeit spielte Francis nur 44-mal auf Grund einiger Verletzungen. Er erzielte im Schnitt 11,3 PpS, gab 3,9 ApS und holte 3,6 RpS. Es ist der Tiefpunkt in der Karriere von Steve Francis.

### Portland Trail Blazers
Knapp acht Jahre nachdem Steve Francis in die NBA kam, holte ihn der Draft wieder ein. In der Nacht des NBA Draft 2007 tradeten die New York Knicks Steve Francis und Channing Frye für Zach Randolph, Dan Dickau und Fred Jones zu den Portland Trail Blazers.
Einige Tage nach dem Trade gaben die Blazers bekannt, dass man Francis aus dem aktuellen Vertrag auskaufen möchte. Nachdem dies geschah, war Steve Francis ohne Verein.

### Houston Rockets
Kurz danach unterschrieb er einen Zwei-Jahres-Vertrag bei den Houston Rockets. Er absolvierte für Houston nur 10 Spiele. Am 24. Dezember 2008 tradeten die Houston Rockets, Steve Francis für einen Zweitrunden-Draftpick im Jahre 2011 zu den Memphis Grizzlies. Jedoch wurde er kurz nach dem Transfer von den Grizzlies entlassen, so dass er kein Spiel für diese absolvierte. Das Interesse an Francis blieb nach der Vertragsauflösung gering, so dass er kein NBA-Engagement mehr erhielt.

### Beijing Ducks
Im November 2010 kehrte Francis zum Profisport zurück und unterschrieb einen Vertrag bei den Beijing Ducks in der Chinese Basketball Association (CBA). Nach vier Spielen jedoch verließ er das Team und kehrte in die USA zurück.

## Trivia
- Francis wird manchmal auch „Stevie Franchise“[2] genannt.
- Er war auf dem Cover des Videospiels NBA Live 2002.[3]
- 2007 wurde sein entscheidender 3-Punkte-Wurf in letzter Sekunde gegen die Washington Wizards von NBA TV zum „Buzzer Beater of the Year“ gekürt.
- Francis leidet an der Gehörkrankheit Morbus Menière, die bei ihm Vertigo, Hörverlust und Tinnitus verursachen.